# Rainer Greger
Rainer Friedemann Greger (* 3. Januar 1946 in Regensburg; † 16. Dezember 2007 in Heitersheim) war ein deutscher Physiologe.
Er klärte die zur Harnkonzentrierung in der Niere sowie die zur Flüssigkeitssekretion erforderlichen Transportprozesse auf. Seine Forschung ist unter anderem für das Verständnis der Wirkung von Diuretika sowie für die Pathophysiologie der zystischen Fibrose von Bedeutung. Greger war Autor und Herausgeber von wissenschaftlichen Standardwerken der Medizin.

## Leben
Nach dem Abitur in Konstanz nahm Rainer Greger 1966 sein Studium der Medizin an der Ludwig-Maximilians-Universität München auf, das er 1971 abschloss. 1970/71 absolvierte er einen Studienaufenthalt in Glasgow (Schottland).
1972 wurde er Assistent an der Medizinischen Universität Innsbruck (Österreich) und wechselte dann 1975 an die Mayo Clinic Rochester, Minnesota (USA). 1976 folgte die Habilitation an der Medizinischen Universität Innsbruck (Österreich), wo er bis 1979 als Assistent tätig war. Ab 1979 wechselte er an das Max-Planck-Institut für Biophysik in Frankfurt am Main.
1986 erhielt Greger eine Professur und wurde zeitweilig Direktor des physiologischen Instituts der Albert-Ludwigs-Universität Freiburg im Breisgau. Im Jahr 1996 erschien sein mit dem kanadischen Neurowissenschaftler Uwe Windhorst herausgegebenes Physiologiebuch Comprehensive Human Physiology.  Im Juni 1999 erfolgte seine Wahl zu einem der Prorektoren der Universität. Nach einem Unfall im selben Jahr musste Greger seine Forschung und Lehre auf dem Gebiet der Physiologie aufgeben. Am 16. Dezember 2007 verstarb Rainer Greger an den Folgen des Unfalls.

## Ehrungen
Zur Würdigung seiner Arbeit verleiht die Gesellschaft für Nephrologie seit 1996 den Rainer-Greger-Promotionspreis für die beste nephrologische Promotionsarbeit auf dem Gebiet der Nieren- und Hochdruckkrankheiten. Rainer Greger ist Träger des Anton-von-Eiselsberg-Preises, des Adolf-Fick-Preises, des Gottfried-Wilhelm-Leibniz-Preises, der Jacob-Henle-Medaille (1998) und sowohl des Franz-Volhard-Preises als auch der der Franz-Volhard-Medaille. 1992 wurde er in die Deutsche Akademie der Naturforscher Leopoldina und 1995 zum ordentlichen Mitglied der Heidelberger Akademie der Wissenschaften gewählt. 1998 wurde er zum ordentlichen Mitglied der Academia Europaea gewählt. Seit 1999 war er ausländisches Mitglied der Russischen Akademie der Wissenschaften.